# 剧情画面

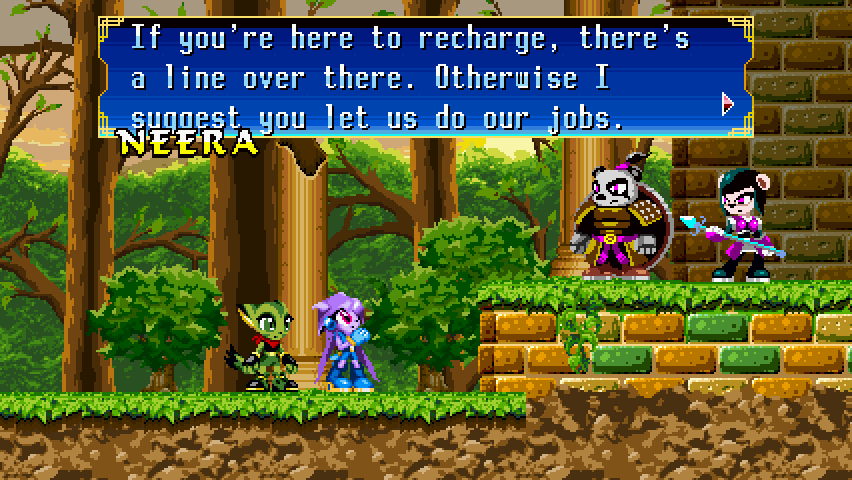
游戏中的剧情画面

剧情画面（cutscene）或稱事件场景（event scene）、過場動畫，是电子游戏中的打断游戏，用来发展剧情或强化主角发展的连续镜头，玩家无法或只能有限的进行控制。
过场动画通常通过即时渲染，使用游戏图形来创建脚本事件。
剧情画面可以是动画,真人,漫画，即时拍摄游戏画面（人物在游戏中进行事先设定好的动作或根据环境等即时运算，作出动作；该过程可以借助修改器等篡改），或从视频文件中预渲染的计算机图形流。
电子游戏中预制的视频（包括剧情画面或游戏中出现的）称作从“全动态影像”（full motion video）或“FMV”。其它剧情画面可以简单穿插文字并在角色脸部配以对话气泡。